# LA VIE EN ROSE (吉川晃司のアルバム)
『LA VIE EN ROSE』（ラ・ヴィアンローズ）は、日本のシンガーソングライターである吉川晃司の2枚目のオリジナル・アルバム。
1984年10月5日にSMSレコードからリリースされた。前作『パラシュートが落ちた夏』（1984年）よりおよそ7か月振りにリリースされた作品であり、プロデュースは前作に引き続き渡辺プロダクション所属の木崎賢治のほかに、SMSレコード所属の小野山二郎が担当している。
レコーディングは日本国内で行われ、作詞家として安藤秀樹および売野雅勇、麻生圭子が参加、作曲家として大沢誉志幸および原田真二、伊藤銀次、NOBODYが参加している。本作は楽曲の選定を吉川自身が行っており、吉川の指向性が表現されたクールなアプローチを目指した作風に仕上がっている。
本作はオリコンアルバムチャートにおいて初登場第1位を獲得、吉川の作品としては初の第1位獲得作品となった。本作からは先行シングルとして「サヨナラは八月のララバイ」および「ラ・ヴィアンローズ」がシングルカットされた。また、シングル「ラ・ヴィアンローズ」は片仮名表記で本作は英字表記が正式なタイトルとなっている。

## 背景
吉川晃司は1984年2月1日にシングル「モニカ」をリリースしてデビューを果たした。「モニカ」はオリコンシングルチャートにおいて最高位第4位の登場週数23回で売り上げ枚数は33.9万枚となった。フジテレビ系音楽番組『夜のヒットスタジオ』（1968年 - 1985年）においては同年2月13日放送分にて初出演となり、3月26日および4月30日放送分も含めて計3回出演し同曲を披露した。TBS系音楽番組『ザ・ベストテン』（1978年 - 1989年）においては4月5日放送分に同曲が第7位にランクインして初登場となり、5月3日放送分において最高位となる第2位を記録、5月31日放送分に至るまで9週連続でランクインとなった。水球の選手であったために初登場時は母校のプールからの中継となり、歌唱後にプールに後方転回しながら飛び込むパフォーマンスを行った。3月1日にはファーストアルバム『パラシュートが落ちた夏』をリリース。その後同作を受けたコンサートツアー「FLYING PARACHUTE TOUR」が5月15日の栃木会館 大ホール公演から6月15日の渋谷公会堂公演まで15都市全15公演実施された。
6月1日には2枚目のシングル「サヨナラは八月のララバイ」をリリース。同曲はオリコンシングルチャートにおいて最高位第6位の登場週数15回で売り上げ枚数は22.3万枚となった。同曲は『ザ・ベストテン』において6月21日放送分に第10位で初登場となり、7月5日および7月12日放送分において最高位となる第5位を記録、7月26日放送分に至るまで6週連続でランクインとなった。『夜のヒットスタジオ』においては5月28日および6月25日、7月30日放送分において同曲を披露した。吉川は同年夏のイベントライブにも数回出演しており、7月22日に西武球場で開催された「オールナイトニッポン・スーパーフェスティバル」ではRCサクセションやシーナ&ザ・ロケッツなどと共演したが、RCサクセションの前座として同じステージ上に立ったものの「アイドルはテレビで歌ってりゃいいんだ」というロックファンを前に全く盛況とはならずに吉川は屈辱を味わう結果となった。その後も7月29日に岡山ヒルゼン高原で開催された「サマー・ミュージックフェスティバル」では原田真二やレベッカなどと共演、8月5日に日比谷野外音楽堂で開催された「TOKYO ROCK FEELING TIME」では尾崎豊と共演予定であったが、前日に同会場で行われたイベントライブで尾崎が足を骨折し全治4か月の重傷を負ったことから出演不可能となったため共演は叶わず、8月8日に大阪城野外音楽堂で開催された「NEW AGE FESTIVAL」では中川勝彦と共演した。
9月10日には3枚目のシングル「ラ・ヴィアンローズ」をリリース。同曲はオリコンシングルチャートにおいて最高位第4位の登場週数20回で売り上げ枚数は19.9万枚となった。同曲は『ザ・ベストテン』において9月27日放送分に第6位で初登場となり、10月4日から10月18日放送分にかけて最高位となる第4位を記録、11月1日放送分に至るまで6週連続でランクインとなった。9月27日放送分では茨城県水戸市のライブ会場からの中継となり、機材やピアノの上に乗ることや客先に飛び込むなどの過激なパフォーマンスを行った。『夜のヒットスタジオ』においては9月10日および10月15日放送分において同曲を披露した。

## 制作、音楽性
吉川によれば本作は前作よりも格段に進歩した作品であり、自作曲は収録されていないものの指向性が出せた作品であるという。本作のプロデューサーは前作に引き続き渡辺プロダクション所属の木崎賢治が担当しているが、吉川は木崎とアルバムの方向性を巡って毎日のように喧嘩をしていたと述べている。前作制作時には木崎から「アイドルでいなさい」と命じられていた吉川であったが、本作では「モニカ」のヒットに乗じてわがままを通すようになり、木崎から「お前にそういう指向性があるんだったらしょうがない」と認められたために、メジャーな曲でもマイナー感があるようなクールなアプローチを目指した作品として制作が進められた。本作では作曲家から提示される楽曲の選定は吉川自身が行っており、作詞家に対しては自身の恋愛論を述べた上で制作を依頼したが、「みんな強がりの詞」になってしまったと吉川は述べている。
吉川自身はデジタルなサウンドを好んでいたが、前作に引き続き事務所の方針は「第2の加山雄三」を目指すというものであった。しかし前作よりもデジタル色が強い作風となっており、吉川は「ちょっと都会に近づいてきたって感じかな」と述べたほか、「今自分が生活してるリアルな状況に音を戻したかった」と述べている。本作制作時にはすでに4枚目のアルバム『MODERN TIME』（1986年）収録曲である「サイケデリックHIP」のような楽曲を吉川自身が制作していたが、「こういうワン・コードものは歌っちゃダメだよ」と言われ却下されており、本作においては「歌謡曲的な部分を崩さないっていう使命があった」と吉川は述べている。また、自作の詩もいくつか用意していたが、いずれも却下されてしまった。制作当時はニューロマンティックスのブームが起きており、デュラン・デュランやABC、スパンダー・バレエなどのバンドが台頭していたが、吉川はユーリズミックスを最も好んでいた。吉川はユーリズミックスについて「ドラムとベースは大体打ち込みで、ギターがすごくワイルドで、ヴォーカルがすごくソウルフルで……。“これは格好いいバランスだな、あれがいい”と思ってた」と述べている。しかし本作のスタジオミュージシャンによるギター演奏はソフトなタッチであったため物足りなさを感じていたと吉川は述べている。また、サウンドは吉川の意向によりキーボード主体のサウンドになっているもののこれを失敗であると吉川は感じており、「もう少しギターを入れたかった。音入れにはスケジュールの都合で全体の半分しか行けなかった。自分の意見は入ってるが、時間が無かった事が残念」とインタビューにて述べている。
書籍『ZERO : 1988/K2』によれば本作は前作の延長線上にある作品であり、作家陣も新たに伊藤銀次が加わった以外に大きな変化はないと記されている。しかしアレンジ面においては「大胆かつ過激な試み」が「完全に美しいメロディラインと調和」しているとした上で、「日本に例のないポップを追求している」と記している。また作詞面ではリゾート地の男女感のラブソングを題材としたものが多いものの、吉川から聴く者へのメッセージ性が含まれており、「男が少しずつ生き方をみつけ、リゾートから街、現実へと向かおうとしている」内容であると記している。

## リリース、アートワーク、チャート成績
本作は1984年10月5日にSMSレコードからLPレコードおよびカセットテープの2形態でリリースされた。1985年3月30日には初CD化されリリースされた。本作からは同年6月1日に「サヨナラは八月のララバイ」、9月10日に「ラ・ヴィアンローズ」が先行シングルとしてリリースされた。本作に使用された写真について吉川は「加山雄三シリーズ第二弾」と例え、事務所社長が好んでいた映画『太陽がいっぱい』（1960年）のイメージで制作されていると述べている。同映画には大量のパラソルが並べられているシーンがあり、本作の写真撮影が行われたサイパン島においても同様に社長自ら10本程度の旗を立てていたため、吉川は「同じことやってどうするんだよ」と批判的な印象を抱いたと述べている。
本作はオリコンアルバムチャートにて、LPレコードは最高位第1位を獲得、登場週数27回で売り上げ枚数は16.1万枚、カセットテープは最高位第2位の登場週数28回で売り上げ本数は9.9万枚となり、総合の売り上げ枚数は26万枚となった。2021年に実施されたねとらぼ調査隊による吉川のアルバム人気ランキングでは第3位となった。
CD盤はその後1998年6月10日にポリドール・レコードから再リリースされたほか、2007年3月14日には紙ジャケット仕様にてユニバーサルミュージックから再リリースされた。2014年4月23日には24bitデジタル・リマスタリングされたSHM-CD仕様にてワーナーミュージック・ジャパンから再リリースされた。2014年5月28日にはCD-BOX『Complete Album Box』に収録される形で紙ジャケット仕様のデジタル・リマスタリング盤として再リリースされた。

## ツアー
本作のリリースと前後する形で、同年秋に「FLYING PARACHUTE TOURⅡ」と題したコンサートツアーが9月12日の神奈川県立県民ホール公演を皮切りに、11月8日の長野県県民文化会館公演まで13都市全13公演実施された。同ツアー中のある会場ではテレビ番組の中継がコンサート終了後に入ったが、吉川が求めた世界観とは異なる歌謡ショーのような雰囲気でコンサートが終了する形になり、プロモーションの一環として割り切っていたものの進行に対して怒りを感じた吉川はディレクターに対して「アナタはボクのコンサートに来てる人たちを、いったいなんだと思ってるんですか!!」と怒鳴りつける事態となった。その後ディレクターに対して謝罪した吉川であったが、自身のコンサートに対する姿勢を改めて主張したことに理解を示したディレクターとは和解することになった。また、本作収録曲の内、「グッド ラック チャーム」と「Border Line」は同ツアーにおいて披露されず、後に至るまでライブ演奏されていない。

## 収録曲
- CDブックレットに記載されたクレジットを参照[25]。

| #         | タイトル                         | 作詞      | 作曲       | 編曲      | 時間  |
| --------- | -------------------------------- | --------- | ---------- | --------- | ----- |
| 1.        | 「No No サーキュレーション」     | 安藤秀樹  | 大沢誉志幸 | 大村雅朗  | 3:40  |
| 2.        | 「LA VIE EN ROSE」               | 売野雅勇  | 大沢誉志幸 | 大村雅朗  | 4:10  |
| 3.        | 「ポラロイドの夏」               | 麻生圭子  | 原田真二   | 大村雅朗  | 4:05  |
| 4.        | 「サイレントムーンにつつまれて」 | 安藤秀樹  | 伊藤銀次   | 大村雅朗  | 4:11  |
| 5.        | 「サヨナラは八月のララバイ」     | 売野雅勇  | NOBODY     | 大村雅朗  | 3:46  |
| 合計時間: | 合計時間:                        | 合計時間: | 合計時間:  | 合計時間: | 19:52 |

| #         | タイトル                       | 作詞      | 作曲       | 編曲      | 時間  |
| --------- | ------------------------------ | --------- | ---------- | --------- | ----- |
| 6.        | 「グッド ラック チャーム」     | 安藤秀樹  | 伊藤銀次   | 大村雅朗  | 4:30  |
| 7.        | 「Border Line」                | 安藤秀樹  | NOBODY     | 大村雅朗  | 3:15  |
| 8.        | 「BIG SLEEP」                  | 麻生圭子  | 原田真二   | 大村雅朗  | 4:27  |
| 9.        | 「She's gone－彼女が消えた夜」 | 安藤秀樹  | 大沢誉志幸 | 大村雅朗  | 3:24  |
| 10.       | 「太陽もひとりぼっち」         | 麻生圭子  | 原田真二   | 大村雅朗  | 4:22  |
| 合計時間: | 合計時間:                      | 合計時間: | 合計時間:  | 合計時間: | 19:58 |

## スタッフ・クレジット
- CDバックカバーに記載されたクレジットを参照[1]。

### 参加ミュージシャン
- 今剛 – ギター
- 北島健二 – ギター
- 奈良敏博 – ベース
- 西本明 – キーボード
- 富樫春生 – キーボード
- 矢口博康 – サックス
- 吉川晃司 – ボーカル、コーラス

### 録音スタッフ
- 木崎賢治（渡辺ミュージック） – プロデューサー
- 小野山二郎（SMSレコード） – プロデューサー
- 川面博（渡辺ミュージック） – ディレクター
- 坂元達也 – レコーディング・エンジニア、リミキシング・エンジニア
- 伊藤隆司 – アシスタント・エンジニア
- 松武秀樹 – コンピュータ・プログラミング
- 大澤誉志幸 – スペシャル・サンクス
- NOBODY – スペシャル・サンクス

### 美術スタッフ
- 児玉敦 – アートディレクター
- 塚田和徳 – 写真撮影
- 楠岡賢一 – スタイリング・コーディネーター
- 安田薫 – デザイナー

## チャート
| チャート         | 最高順位 | 登場週数 | 売上数   | 規格 | 出典  |
| ---------------- | -------- | -------- | -------- | ---- | ----- |
| 日本（オリコン） | 1位      | 27回     | 16.1万枚 | LP   | [ 3 ] |
| 日本（オリコン） | 2位      | 28回     | 9.9万枚  | CT   |       |

## リリース日一覧
| No. | リリース日    | レーベル                       | 規格   | カタログ番号 | 備考                                                                                | 出典          |
| --- | ------------- | ------------------------------ | ------ | ------------ | ----------------------------------------------------------------------------------- | ------------- |
| 1   | 1984年10月5日 | SMSレコード                    | LP     | SM28-5410    |                                                                                     | [ 3 ]         |
| 2   | 1984年10月5日 | SMSレコード                    | CT     | CM28-5410    |                                                                                     |               |
| 3   | 1985年3月30日 | SMSレコード                    | CD     | MD32-5002    |                                                                                     | [ 26 ]        |
| 4   | 1998年6月10日 | ポリドール                     | CD     | POCH-1701    |                                                                                     | [ 27 ] [ 28 ] |
| 5   | 2007年3月14日 | ユニバーサルミュージック       | CD     | UPCY-6338    | 紙ジャケット仕様                                                                    | [ 29 ] [ 30 ] |
| 6   | 2012年10月1日 | ポリドールK.K.                 | AAC-LC | -            | デジタル・ダウンロード                                                              | [ 31 ]        |
| 7   | 2014年4月23日 | ワーナーミュージック・ジャパン | SHM-CD | WPCL-11805   | 最新24bitデジタルリマスタリング                                                     | [ 32 ] [ 33 ] |
| 8   | 2014年5月28日 | ワーナーミュージック・ジャパン | SHM-CD | WPCL-11902   | CD-BOX『Complete Album Box』収録、紙ジャケット仕様、最新24bitデジタルリマスタリング | [ 34 ] [ 35 ] |
| 9   | 2025年1月22日 | ユニバーサルミュージック       | SHM-CD | UPCY-8030    | 40周年記念 2024年最新リマスタリング・紙ジャケット仕様 CD(SHM-CD)                    | [ 36 ]        |